# Bø (Nordland)
Bø (nordsamisch: Bievát) ist eine Kommune im norwegischen Fylke Nordland. Die Kommune hat 2617 Einwohner (Stand: 1. Januar 2025). Verwaltungssitz ist die Ortschaft Straume.

## Geografie

### Lage
Die Gemeinde liegt im Westen der zur Inselgruppe Vesterålen gehörenden Insel Langøya. Zudem umfasst Bø weitere kleinere Inseln. Bø grenzt an die Kommune Øksnes im Norden sowie Sortland im Osten. Des Weiteren besteht im Südosten eine Grenze im Eidsfjord zur Gemeinde Hadsel sowie im Süden am Rande des zu Bø gehörenden Meeresgebiets eine Grenze zu Vågan. Der Eidsfjord schneidet sich von Südwesten kommend in die Insel ein und stellt die Südostgrenze der Gemeinde dar. In das Gebiet der Kommune Bø führen unter anderem Seitenarme des Eidsfjords wie der Jørnsfjord sowie an der Westküste unter anderem die Fjorde Åsandfjorden und Malnesfjorden. Die Ortschaft Bø liegt an der Südküste, Straume etwas weiter nördlich an der Westküste. Etwas weiter nördlich von Straume liegt mit der Erhebung Burnestinden der höchste Punkt auf einer Höhe von 693,6 moh. Größere Bereiche des Gemeindeareals sind Moorflächen.

### Klima
|                        | Jan  | Feb  | Mär  | Apr  | Mai  | Jun  | Jul  | Aug  | Sep  | Okt  | Nov  | Dez  |   |       |
| Mittl. Temperatur (°C) | −1,4 | −1,5 | −0,6 | 1,9  | 6,4  | 9,7  | 12,1 | 11,9 | 8,3  | 4,8  | 1,4  | −0,8 | ⌀ | 4,4   |
| Mittl. Tagesmax. (°C)  | 0,8  | 0,6  | 1,6  | 4,2  | 9,2  | 12,7 | 15,2 | 14,7 | 10,8 | 6,9  | 3,4  | 1,5  | ⌀ | 6,8   |
| Mittl. Tagesmin. (°C)  | −4,6 | −4,7 | −3,6 | −0,9 | 3,0  | 6,6  | 8,9  | 8,5  | 5,5  | 2,2  | −1,4 | −3,8 | ⌀ | 1,3   |
|                        |      |      |      |      |      |      |      |      |      |      |      |      |   |       |
| Niederschlag (mm)      | 88   | 81   | 70   | 63   | 48   | 56   | 73   | 74   | 110  | 144  | 103  | 107  | Σ | 1017  |
|                        |      |      |      |      |      |      |      |      |      |      |      |      |   |       |
| Regentage (d)          | 15,4 | 13,8 | 13,2 | 12,7 | 10,3 | 10,5 | 12,7 | 11,6 | 16,5 | 18,6 | 17,2 | 17,8 | Σ | 170,3 |

| −4,6 |

| −4,7 |

| −3,6 |

| −0,9 |

| 3,0 |

| 6,6 |

| 8,9 |

| 8,5 |

| 5,5 |

| 2,2 |

| −1,4 |

| −3,8 |

| −4,6 |

| −4,7 |

| −3,6 |

| −0,9 |

| 3,0 |

| 6,6 |

| 8,9 |

| 8,5 |

| 5,5 |

| 2,2 |

| −1,4 |

| −3,8 |

## Einwohner

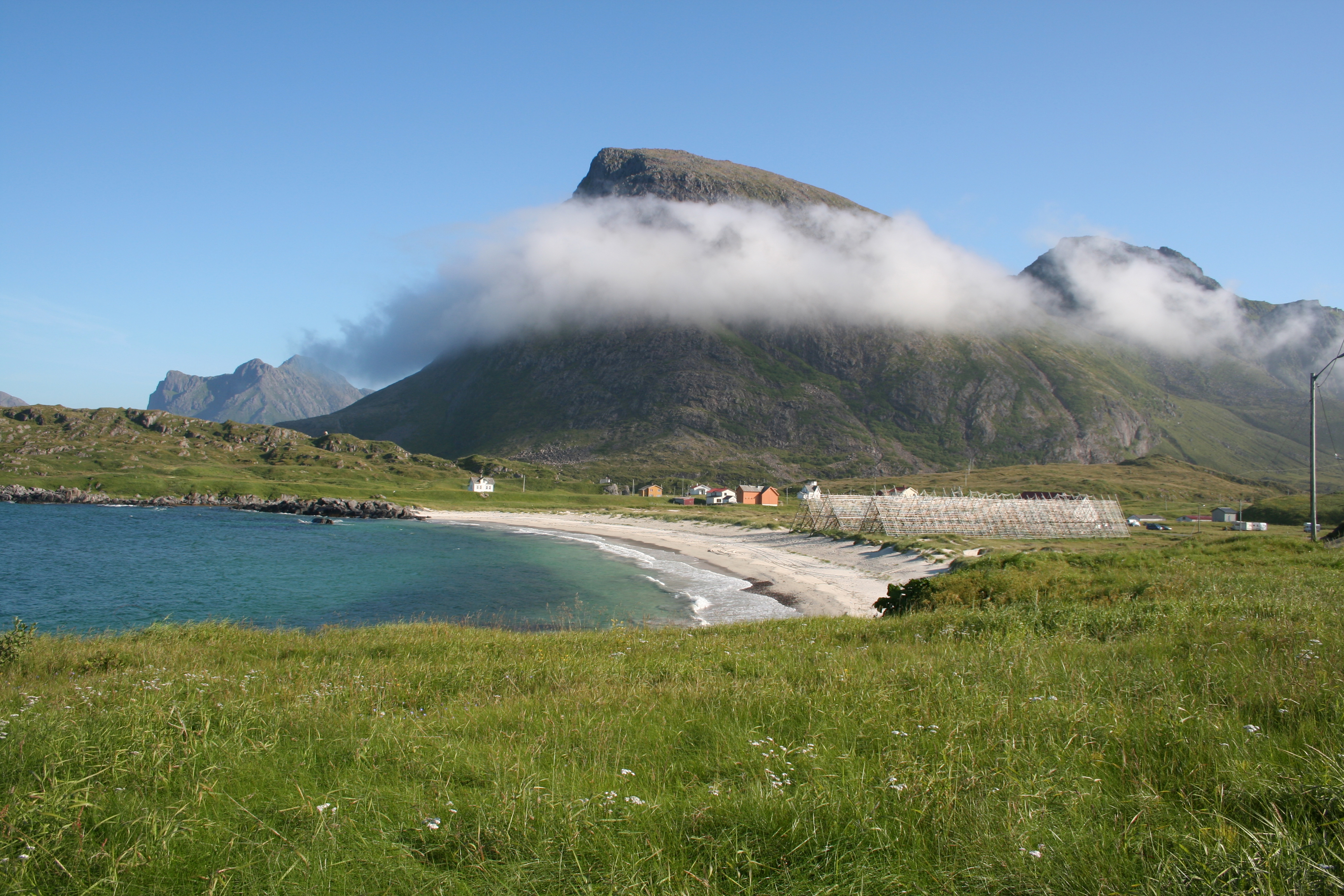
Malnesberget am Malnesfjord

Der Großteil der Einwohner von Bø lebt an der Küstenebene im Süden und Westen, während die Gebiete im Norden und Osten weniger stark besiedelt sind. Die Einwohnerzahlen sind seit etwa 1950 rückläufig, was vor allem darauf zurückgeführt wird, dass die Bedeutung des für die Kommune lange Zeit wichtigen Primärsektors (vor allem Fischerei und Milchwirtschaft) ebenfalls zurückgeht. In der Gemeinde liegen zwei sogenannte Tettsteder, also zwei Ansiedlungen, die für statistische Zwecke als eine städtische Siedlung gewertet werden. Diese sind Bø mit 594 und Straume mit 331 Einwohnern (Stand: 1. Januar 2024).
Die Einwohner der Gemeinde werden Bøfjerding genannt. Bø hat wie viele andere Kommunen der Provinz Nordland weder Nynorsk noch Bokmål als offizielle Sprachform, sondern ist in dieser Frage neutral.
| Jahr          | 1986 | 1990 | 1995 | 2000 | 2005 | 2010 | 2015 | 2020 | 2025 |
| ------------- | ---- | ---- | ---- | ---- | ---- | ---- | ---- | ---- | ---- |
| Einwohnerzahl | 4106 | 3814 | 3530 | 3288 | 3003 | 2789 | 2642 | 2569 | 2617 |

## Geschichte
Die Kommune wurde nach der Einführung der lokalen Selbstverwaltung im Jahr 1837 gegründet. Ein von 40 Personen bewohntes Gebiet ging zum 1. Januar 1866 von Øksnes an Bø über, zum 1. Januar 1964 wurde ein von 271 Personen bewohntes Gebiet von Øksnes an Bø überführt.
Die Bø kirke ist eine Holzkirche aus dem Jahr 1824. Sie befindet sich an der Südostküste der Gemeinde. In der Kommune liegt das Bø Museum, in dem es unter anderem eine Ausstellung zur Schriftstellerin Regine Normann gibt. Auf der Insel Svinøyan befinden sich mehrere Hügelgräber aus der Eisenzeit. Die Ansammlung gilt als die größte Nordnorwegens. Bei den Grabstätten bei Føre wurden im Jahr 1955 elf Gräber aus der Zeit um 400 entdeckt.

## Wirtschaft und Infrastruktur

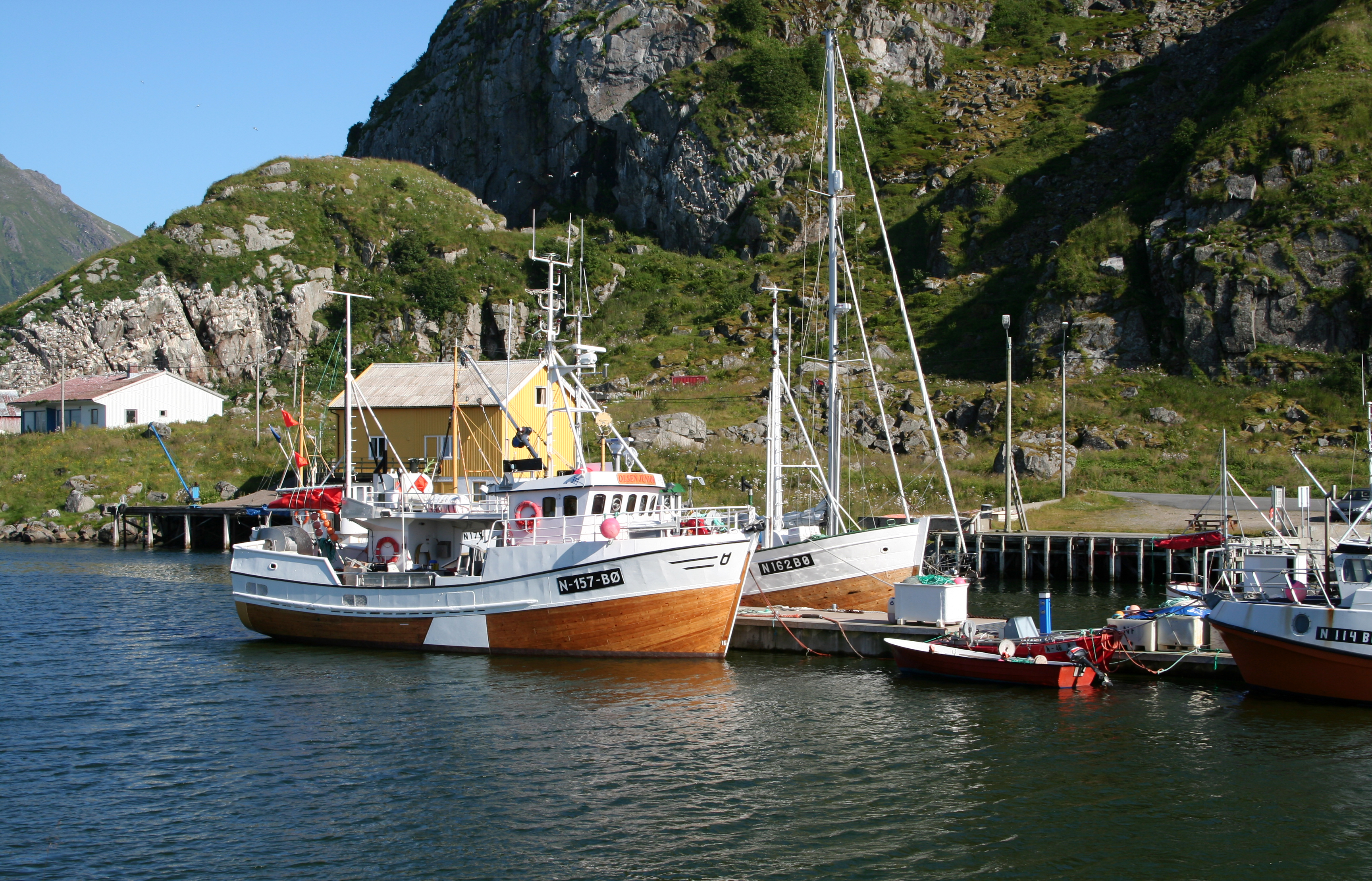
Fischerboot in Nykvåg

### Verkehr
Entlang der Küste führt der Fylkesvei 820 durch die Kommune. Im Nordosten stellt die Straße die Verbindung zu Øksnes her. An der Westküste zweigt etwa auf Höhe von Straume der Fylkesvei 7646 ab und führt durch das Inselinnere an die Ostküste.

### Wirtschaft
Große Bedeutung für die Lokalwirtschaft hat die Fischerei. Viele der Arbeitsplätze in der Kommune sind in der Fischerei und der Fischverarbeitung verankert. In der industriellen Produktion ist vor allem die Lebensmittelindustrie mit der Fischveredlung vertreten. Im Bereich der Landwirtschaft ist vor allem die Milchproduktion und die Haltung von Schafen weiter verbreitet, längere Zeit war die Kombination von Landwirtschaft und Fischerei üblich. Der Tourismus gewinnt an Bedeutung und ist für viele Bewohner ein Nebenerwerb. Im Jahr 2020 arbeiteten von 1135 Arbeitstätigen 927 in Bø selbst, 83 waren in Sortland tätig. Der Rest der Pendler verteilte sich auf Kommunen wie Hadsel, Øksnes und Tromsø.
Im Dezember 2019 beschloss die Gemeinde, die kommunale Vermögenssteuer mit Wirkung ab dem 1. Januar 2021 auf 0,2 % und damit die Vermögenssteuer insgesamt auf 0,35 % zu senken. In den meisten Kommunen liegt die kommunale Vermögenssteuer bei 0,7 %, nur einzelne Gemeinden haben die Erlaubnis, sie zu senken. Grund für die Entscheidung Bøs war, dass man hoffte, damit reiche Einwohner anzulocken und neue Arbeitsplätze zu schaffen. In den Medien erhielt die Gemeinde deshalb Namen wie „Steuerparadies“ oder „Norwegens Antwort auf Monaco“.

## Name und Wappen
Das seit 1987 offizielle Wappen der Kommune zeigt ein silbernes Boot auf schwarzem Hintergrund. Der Name der Gemeinde leitet sich von der gleichnamigen Ortschaft ab. Der Ortsname ist weit verbreitet und stammt von den altnordischen Begriffen bær und býr ab, was „Hof“ bedeutet.

## Persönlichkeiten
- Regine Normann (1867–1939), Schriftstellerin